# Silva Košćina
Silva Košćina, född 22 augusti 1933 i Zagreb, Kroatien, död 26 december 1994 i Rom, var en jugoslavisk-italiensk fotomodell och skådespelerska.

## Roller i urval
- 1956 – Stoppljus
- 1960 – I sexigaste laget
- 1960 – Liket i fel väska
- 1964 – Agent med het lösen
- 1964 – Lättsinne till tusen
- 1965 – Heja Italien
- 1965 – Julietta och andarna
- 1966 – Jag, jag, jag och de andra
- 1967 – Generalernas flykt
- 1967 – Johnny Banco - äventyraren
- 1967 – Mr Drummond och djävulens agenter
- 1968 – Skott ur mörkret
- 1970 – Slaget vid Neretva
- 1972 – Maffian ger order
- 1975 – Exorcismens näste
- 1977 – Casanova & Co.